# موسان (فلم)
موسان (بالفرنسية: Mossane) هُو فيلم دراما سنغالي صدر سنة 1996 وأخرجته المُخرجة صافي فاي. عُرض الفيلم ضمن فئة نظرة ما في مهرجان كان السينمائي عام 1996. أحداث الفيلم بالكامل هي من وحي الخيال، على عكس بعض أفلام فاي السابقة التي كانت تستخدم فيها أُسلوبًا وثائقيا.

## القصة
موسان (ماغو سيك) فتاة جميلة تبلغ من العمر 14 عامًا تقطن في قرية سرير السنغالية. موسان فتاة محبوبة من الجميع بما في ذلك شقيقها وفارا. فارا هُو طالب جامعي فقير. على الرغم من أنها وُعدت منذ فترة طويلة بالزواج من ديوجاي الثري، إلا أن موسان تتحدى رغبات والديها وتقع في حب فارا. في يوم زفافها، رفضت الزواج من ديوجاي ووقعت مأساة.

## طاقم التمثيل
- ماغو سيك في دور موسان.
- أبو كمارا في دور العم باك.
- موسى سيسي.
- مباي ديان.
- ألفا ضيوف في دور نغور.
- عليون كوناري في دور فارا.
- داوود لام.
- إيبو ندونغ.
- إيسيو نيانغ في دور مينغ ديوف.
- مدون سيك.
- غاي سينابو.
- مصطفى ياد في دور سامبا.

## روابط خارجية
مقالات تستعمل روابط فنية بلا صلة مع ويكي بيانات